# 八達通增值傳說
八達通增值傳說是香港的八達通智能卡自1997年推出之後，一連串有關免費增值的手法，但事後多證實為都市傳奇及惡作劇。

## 傳說

### 微波爐「叮」卡
2006年6月，香港網站流傳一種增值手法，只需把一張成人八達通入滿300港元，放入微波爐，用最大火力「叮」5秒，微波能有效影響八達通內的數據晶片，餘額會變成999元（當時最高餘額為999.9港元）。文章還解釋，八達通必須有300元，是因為這會佔用更多記憶體，以便出現數據溢位。該文說：「這方法是經美國專家驗證過，100%信心保證。」
一個月後，八達通卡公司指當時有市民曾前來更換燒壞的卡，未知是否與傳聞有關，但該公司指人為破壞是不會獲賠償，破壞者換卡時要另付按金。香港城市大學電子工程學系副教授鄭利明指，八達通卡內藏金屬，在微波爐內應該會着火，卡會報銷，熱能亦會把膠熔掉。
此傳聞在香港流傳之前，中國大陸多個網站有文章教人將交通IC卡（類似八達通）放入微波爐「叮」數十秒，詐稱此舉可以增值，一些惡搞網民轉貼文章時，刻意篡改文章內容，將微波爐改成電熨斗。

### 迷你盜卡機
2006年8月，一名市民在網上稱，到旺角站乘搭電梯時，一名手持手提包的肥胖男子往他屁股拍了兩下；翌日乘搭巴士時，他驚覺八達通內200港元的餘額，只餘下數十港元。
八達通卡公司指傳聞的「可能性極微」，皆因擁有讀卡機均是註冊商戶，交易已有紀錄。香港城市大學電子工程學系副教授鄭利明亦認為，擁有讀卡機的都是大型商戶，交易金額會自動存入該商戶戶口，賊人難以得手。

### 家用增值機
2006年11月，網上新聞組出現一則表明「請勿張揚」的消息，指深水埗鴨寮街出售「免費增值八達通機」，安裝軟件後可在家「免費」增值八達通。用家首先要到便利店增值50港元，並需在10分鐘內把八達通放在「增值機」上，待電腦識別增值密碼後，日後便可以此密碼自行在家「免費」增值，但家用增值機售價為28000港元。
該「用家」為求逼真，要求其他買家不要太猖狂，以免引起注目，之後又叫買家要先到鴨寮街一大廈單位付款，之後再到深圳提貨。　
八達通卡公司事後曾到鴨寮街巡視，但該大廈實為是普通住宅，保安員指大廈沒有人出售電子儀器。

### 神秘增值
八達通提供信用卡自動增值，有關神秘被人增值的傳聞亦接踵而至。2006年6月，有市民發現信用卡上，有八達通增值達千元的交易。她本身不懂開車，但八達通上竟離奇出現停車場繳費的交易，懷疑八達通卡資料被盜，出現影子卡。
不過，八達通卡事後核對交易紀錄後，發現事主所指之不明交易，乃是她與家人對調八達通卡使用所致，與八達通卡系統無關。

## 已證實事件

### 收銀機增值漏洞
2005年11月，七·十一便利店的收銀機程式被職員揭發存在漏洞，只要替顧客的八達通增值後，把便利店的贈品掃向條碼機，隨即用另一張八達通增值，之前為顧客增值的金額會同樣載入第二張卡內。
該宗消息獲得證實，警方並落案起訴18歲首被告陳藝真及24歲的次被告曾雁婷。
案情指2005年10月27日至11月17日，兩人在葵涌葵芳地鐵站便利店工作時，偷竊八達通有限公司19,950及43,750港元，分別載於30張及61張八達通卡，經理在覆核賬目時揭發事件。2006年5月，兩人於荃灣法院就兩項盜竊罪，各被判240小時社會服務令。

## 參看
- 八達通